# Jessica Simpson
Jessica Ann Johnson (nascida Jessica Ann Simpson; Abilene, 10 de julho de 1980) é uma cantora, atriz, designer de moda e autora estadunidense. Depois de se apresentar em corais de igreja na infância, Simpson assinou um contrato com a Columbia Records em 1997, aos 17 anos. Seu primeiro álbum de estúdio, Sweet Kisses (1999), vendeu dois milhões de cópias apenas nos Estados Unidos, angariado pelo êxito comercial de seu single de estreia "I Wanna Love You Forever". Em 2001, Simpson adotou uma imagem mais madura para o lançamento de seu segundo álbum de estúdio Irresistible, e sua faixa-título de mesmo nome, tornou-se sua segunda entrada no Top 20 da parada Billboard Hot 100, enquanto o álbum foi certificado com ouro pela Recording Industry Association of America (RIAA). Com In This Skin (2003), o terceiro álbum de estúdio de Simpson, o mesmo atingiu o top 2 pela Billboard 200, vendendo cinco milhões de cópias mundialmente.
Entre os anos de 2003 e 2005, Simpson tornou-se conhecida por estrelar ao lado do então marido, o cantor Nick Lachey, o reality-show da MTV, Newlyweds: Nick and Jessica, que obteve intensa popularidade. Em paralelo a carreira musical, Simpson também dedicou-se a atuação, após o lançamento de seu primeiro álbum de Natal Rejoyce: The Christmas Album de 2004, certificado com ouro, ela estreou no cinema em The Dukes of Hazzard (2005), no qual gravou uma versão cover de "These Boots Are Made for Walkin'" para a trilha sonora do filme. Em 2006, ela lançou seu quinto álbum de estúdio A Public Affair e estrelou a comédia romântica Employee of the Month. Com o lançamento de seu sexto álbum de estúdio Do You Know (2008), Simpson mudou seu gênero musical para o country.
Além de suas atividades na música e atuação, Simpson lançou uma linha de roupas e outros itens de moda chamado de The Jessica Simpson Collection em 2005. A marca já faturou mais de US$ 1 bilhão de dólares em receita. Ela também estrelou o reality show The Price of Beauty em 2010, foi jurada em duas temporadas do programa Fashion Star entre 2012 e 2013 e publicou um livro de memórias em 2020, intitulado Open Book, que alcançou o primeiro lugar na lista de mais vendidos do jornal The New York Times, ao obter vendas superiores a 59.000 mil cópias em sua primeira semana.

## Biografia

### 1980–1998: Infância e início de carreira
Simpson nasceu em 10 de julho de 1980, em Abilene, Texas. Ela é a primeira filha de Tina Ann Simpson, dona de casa, e Joseph "Joe" Simpson, psicólogo e um pastor da juventude da igreja batista. Os pais de Simpson se casaram em 1978 e se divorciaram em 2013. Ela possui uma irmã mais nova, Ashlee. Por ser filha de um membro de igreja cristã, ela foi criada com uma forte fé cristã. Aos 12 anos de idade, recebeu um anel da pureza de seu pai. Simpson e sua família mudavam-se com frequência devido ao trabalho de seu pai, embora eles permanecessem no Texas na maior parte do tempo. Ele costumava receber mães solteiras para fornecer-lhes abrigo, por alguns períodos de tempo. Em sua pré-adolescência, Simpson frequentou brevemente a Amelia Middle School, enquanto seu pai evangelizava em Cincinnati, Ohio. Depois de retornar para o Texas 20 meses depois, ela estudou na J. J. Pearce High School em Richardson durante a adolescência, embora ela tenha tido que parar de frequentar a escola em 1997, para dedicar-se a carreira artística. Um ano depois, ela ganhou seu GED (diploma do ensino médio) via ensino à distância através da Texas Tech High School.
Simpson começou a cantar no coral da igreja quando criança. Aos onze anos, percebeu que esperava alcançar o sucesso como cantora enquanto participava de um retiro na igreja. Aos 12 anos, ela fez o teste para integrar o programa The Mickey Mouse Club da Disney Channel, fazendo uma performance do hino cristão "Amazing Grace" e dançando "Ice Ice Baby" (1990) de Vanilla Ice.  Simpson avançou por várias rodadas, tornando-se uma semifinalista ao lado de artistas como Britney Spears, Christina Aguilera e Justin Timberlake. Entretanto, ela alegou que ficou nervosa com sua audição final, após ver Aguilera se apresentar, não sendo selecionada para o programa. Simpson voltou a apresentar-se no coral de sua igreja e acabou sendo descoberta pelo chefe de uma gravadora de música cristã. Ele inicialmente pediu para que fizesse um teste e imediatamente a contratou, depois ela que cantou "I Will Always Love You" (1973), de Dolly Parton.  Simpson começou a trabalhar em seu álbum de estreia com a Proclaim Records e iniciou uma turnê para promover o projeto. Mais tarde, seu pai alegou que ela teve de parar de fazer turnês porque o tamanho de seus seios a levou a ser considerada muito "sexual" para o gênero.
Seu álbum de estreia intitulado Jessica, não foi lançado pois a Proclaim Records faliu, apesar disso, sua avó financiou pessoalmente uma edição limitada do álbum. Posteriormente, Simpson conseguiu diversas audições, já que o álbum foi enviado para inúmeras gravadoras e produtores. Ela então chamou atenção do chefe da Columbia Records, Tommy Mottola, que lhe forneceu um contrato de gravação. Ela começou a trabalhar em seu álbum de estreia em Orlando, Flórida. Mottola esperava comercializar Simpson como um contraste entre ela e as cantoras Spears e Aguilera, ambas as quais lançaram carreiras de sucesso focadas na dança e na sexualidade, ele alegou que "ela tinha uma bela aparência e uma ótima atitude, um rosto novo e fresco, e algo um pouco diferente de Britney e todas elas; ela realmente sabia cantar". Enquanto trabalhava em sua estreia musical, Simpson delegou seu pai Joe como seu empresário e sua mãe tornou-se sua estilista. Durante uma festa de Natal em 1998, ela conheceu o cantor do grupo masculino 98 Degrees, Nick Lachey, e os dois começaram a namorar; Lachey afirmou que deixou a festa e proclamou para sua mãe que se casaria com Simpson algum dia.

### 1999–2001: Avanço com os primeiros lançamentos musicais
O seu primeiro álbum a ser lançado foi Sweet Kisses, no final de 1999, e foi um sucesso, estreando no na posição 25 da principal parada da Billboard. Teve como singles I Wanna Love You Forever, Where You Are e I Think I'm In Love With You e vendeu mais de 4 milhões de cópias e seu primeiro single chegou a uma excelente terceira posição na Billboard Hot 100.

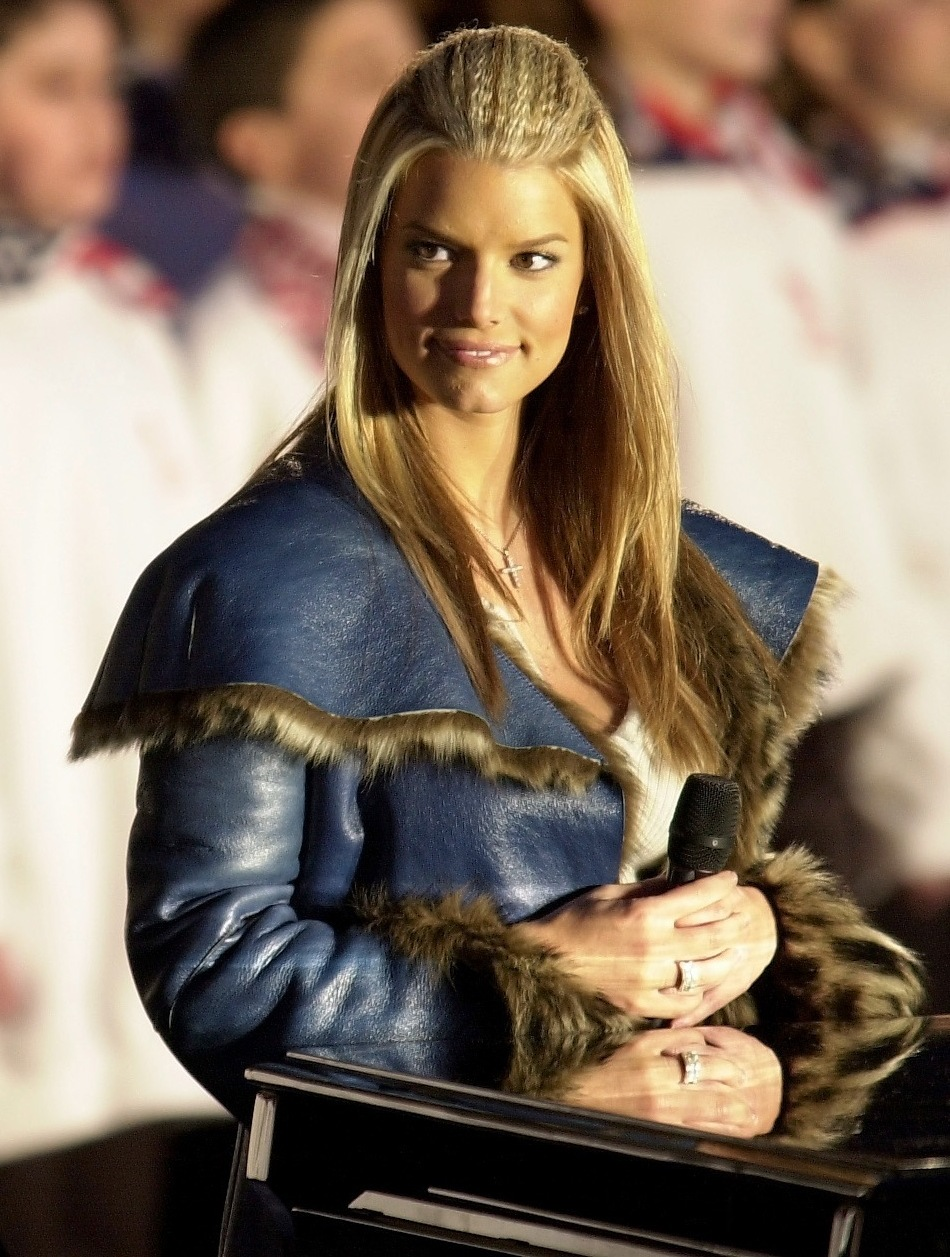
Simpson na Celebração de Abertura 54ª Posse Presidencial

Em 2001 ela chega com seu segundo álbum - Irresistible (álbum)- que também fez sucesso. O disco trouxe uma imagem mais sexy e clipes mais bem produzidos. O primeiro single foi Irresistible, um dos grandes hits de Jessica. O segundo e último single foi A Little Bit, que não fez tanto sucesso quanto o single interior nos EUA, mas foi o primeiro single de Jessica a entrar nas paradas da América Latina.
Em 2002 ela lança um álbum somente de remixes, o This Is The Remix.
Em 2003 ela volta com toda a força, com seu quarto álbum, o In This Skin, que mostra uma Jessica Simpson mais madura vocalmente e musicalmente. Inicialmente o álbum não teve um sucesso tão grande, mas logo depois do megassucesso do seriado Newlyweeds protagonizado por Jessica e seu marido Nick, fez Jessica virar uma mega celebridade nos EUA e com isso, no feriado de natal, o álbum, que estava fora do Top 200 da Billboard, saltou para a 2ª posição com mais de 100 mil cópias vendidas naquela semana. In This Skin teve como single Sweetest Sin e o mega-hit With You , com o relançamento do álbum com um DVD e canções extras, também viraram single as regravações de Take My Breath Away e Angels. Ao todo, In This Skin ultrapassou a marca de 7 milhões de cópias vendidas.
Um disco de Natal intitulado Rejoyce: The Christmas Album foi lançado em 2004, teve como singles "Let it Snow, Let it Snow, Let it Snow", "O Holy Night" e "What Christmas Means to Me". O álbum fez um sucesso enorme no segmento natalino e vendeu mais de 2,5 milhões de cópias.
A Public Affair é o quinto álbum de estúdio da cantora.
O 1º single do álbum, também intitulado A Public Affair, foi lançado em 23 de Junho de 2006, e o clipe teve sua World Premiere dia 19 de julho no TRL. No clipe, Jessica aparece ao lado de outras celebridades como Eva Longoria (Desperate Housewives), Christina Applegate (Samantha Who) e a cantora Christina Milian.
Neste álbum, Jessica Simpson caminha para seu novo reinado na música, mesclando melodias R&B, batidas de Hip-Hop e o Pop Dance que a consagrou, o álbum A Public Affair foi gravado quando Jessica havia acabado de se separar de Nick Lachey, Jessica estava em meio a uma depressão pós-divórcio e dizem que é por isso que o álbum não tem tanta ousadia vocal quanto os anteriores.
Em 2008 Jessica Simpson lança seu primeiro álbum no segmento country e seu sexto álbum de estúdio "Do You Know". O primeiro single, intitulado "Come on Over" foi disponibilizado na Internet em 27 de maio de 2008, e além de receber em sua maioria críticas positivas, quebrou recordes no Billboard Hot Country Songs.
Nesse álbum, Jessica declarou que está voltando á suas raízes, que é uma realização profissional em sua carreira, e que as músicas falam sobre passagens de sua vida. O álbum conta com participação da cantora Dolly Parton, ícone country que escreveu e cantou com Jessica na faixa "Do You Know" e produção de John Shanks e Brett James.
Atualmente, Jéssica está trabalhando no lançamento de seu novo Reality Show, The Price of Beauty, pelo canal americano VH1.

## Vida pessoal
Jessica é casada com o ex-jogador de futebol americano e empresário Eric Johnson, com quem tem dois filhos, Maxwell Drew Johnson nascida em 1 de maio de 2012 e Ace Knute Johnson nascido em 30 de junho de 2013, e mãe de Birdie, nascida em março de 2019.
Jessica queria se casar depois do nascimento da sua primeira filha, Maxwell, mas engravidou do segundo filho. Depois de um noivado de 3 anos casou-se em 5 de julho de 2014.

## Discografia
- Sweet Kisses (1999)
- Irresistible (2001)
- In This Skin (2003)
- Rejoyce: The Christmas Album (2004)
- A Public Affair (2006)
- Do You Know (2008)
- Happy Christmas' (2010)

## Turnês
Como artista principal
- DreamChaser Tour (2001)
- Reality Tour (2004)

Como artista convidada
- Total Request Live Tour (com diversos artistas) (2001)

Ato de abertura
- Heat It Up Tour de 98 Degrees (2000)
- Bob That Head Tour de Rascal Flatts (2009)

## Filmografia

### Cinema
| Ano  | Título                                | Papel              | Ref.   |
| ---- | ------------------------------------- | ------------------ | ------ |
| 2002 | The Master of Disguise                | Ela mesma          | [ 19 ] |
| 2005 | The Dukes of Hazzard                  | Daisy Duke         | [ 20 ] |
| 2006 | Employee of the Month                 | Amy Renfro         | [ 21 ] |
| 2007 | Blonde Ambition                       | Katie Gregerstitch | [ 22 ] |
| 2008 | The Love Guru                         | Ela mesma          | [ 23 ] |
| 2008 | Private Valentine: Blonde & Dangerous | Megan Valentine    | [ 24 ] |

### Televisão
| Ano       | Título                              | Papel                       | Notas                                       | Ref.   |
| --------- | ----------------------------------- | --------------------------- | ------------------------------------------- | ------ |
| 2002–2003 | That '70s Show                      | Annette                     | Papel recorrente (temporada 5)              | [ 25 ] |
| 2003      | The Twilight Zone                   | Miranda Evans               | Episódio 37: "The Collection"               |        |
| 2003–2005 | Newlyweds: Nick and Jessica         | Ela mesma                   | Reality-show                                | [ 26 ] |
| 2003      | Room Raiders                        | Ela mesma                   | Participação                                |        |
| 2004      | The Nick and Jessica Variety Hour   | Ela mesma                   | Especial de televisão                       |        |
| 2004      | Nick and Jessica's Family Christmas | Ela mesma                   | Especial de televisão                       | [ 27 ] |
| 2004      | A2Z                                 | Comediante palestrante      | Episódio: "Jessica Simpson and Nick Lachey" |        |
| 2004–2005 | The Ashlee Simpson Show             | Ela mesma                   | Reality-show                                |        |
| 2008      | Dancing with the Stars              | Participação musical        | 7ª temporada                                |        |
| 2009      | I Get That a Lot                    | Ela mesma                   | Episódio: "Jessica Simpson"                 |        |
| 2010      | Project Runway                      | Participação como julgadora | 8ª temporada, episódio: "Final Parte 2"     |        |
| 2010      | The Price of Beauty                 | Ela mesma                   | Reality-show                                | [ 29 ] |
| 2010      | Entourage                           | Ela mesma                   | Episódio: "Bottoms Up"                      | [ 30 ] |
| 2012      | The Biggest Loser                   | Ela mesma                   | Episódio: "#13.11"                          |        |
| 2012–2013 | Fashion Star                        | Juíza / Mentora             | 11 episódios                                | [ 31 ] |
| 2014      | Funny or Die Presents               | Daisy Duke                  | Episódio: "The Babadooks of Hazzard"        |        |
| 2018      | Ashlee + Evan                       | Ela mesma                   | Episódio: "I Do"                            |        |